# Альдербаев, Молдан Альдербаевич
Молда́н Альдерба́евич Альдерба́ев (17 декабря 1925, Карабулак, Казакская АССР — 3 мая 2010) — министр лесной и деревообрабатывающей промышленности Казахской ССР (1975—1988), депутат Верховного совета КазССР.

## Биография
Происходит из рода Албан Старшего жуза.
Участвовал в Великой Отечественной войне, в рядах 252-го отдельного Галацкого гвардейского спецбатальона особого назначения 3-го Украинского фронта (диверсионно-разведывательный батальон был сформирован в Московском военном округе в 1943). Прошёл боевой путь от Одессы до Вены.
После войны с 1945 по 1950 г. служил в советских разведывательных войсках, расположенных в различных странах Европы. Основная точка базирования — г. Вена, Австрия.
В 1950 году вернулся в родной аул.
Закончил Восточно-Сибирский лесотехнический институт.
Занимал должность начальника цеха в алматинском ДОКе, где организовал производство сборно-разборных каркасных домов для целинников.
Без отрыва от работы в 1961 году с отличием окончил Всесоюзный заочный инженерно-строительный институт в Москве.
Несколько лет работал в Госплане. С 1969 года курировал строительство в аппарате ЦК Компартии Казахстана.
В 1975 году назначен министром лесной и деревообрабатывающей промышленности республики.
По его инициативе в этот период в Казахстане было начато уникальное производство юрт. В республике было налажено производство сначала ДСП и ДВП, а затем и ламинированных плит.
Результаты деятельности Альдербаева многократно были отмечены официальными наградами и благодарностью Первого Секретаря Центрального Комитета Республики -  Димаш Ахмедовичем Кунаевым, а также в Кремле, когда по решению Президиума Верховного Совета СССР Молдану Альдербаевичу был вручен орден Октябрьской революции.
Трижды избирался депутатом Верховного Совета КазССР. 
В 1988 году Альдербаев ушёл на пенсию в статусе персонального пенсионера союзного значения.
В послеперестроечные годы, по мере восстановления и развития бизнеса, в Казахстане была создана Ассоциация предприятий мебельной и деревообрабатывающей промышленности, чему немало способствовал её первый руководитель, Молдан Альдербаев.

## Семья
Был дважды женат.
Жена — Галина Герасимовна Альдербаева (Червоненко); дети:
- дочь Асия
- сын Асет.

Жена — Клара Наурызбаевна Абдрахимова;
- сыновья — Дастан, Асан.

Имел девять внуков и двух правнуков.

## Награды
- орден Октябрьской Революции
- орден Отечественной войны
- орден Трудового Красного Знамени
- Орден «Курмет» (2011)[4]
- орден Дружбы народов
- орден «Знак Почёта»
- орден Военных заслуг (Югославия)
- орден «Отечественная Война (Болгария)
- более 15 медалей ВОВ
- более 20 медалей в мирное время
- Почётный гражданин города Алматы
- Почётный гражданин Алматинской области
- Почётный гражданин Райымбекского,  Енбекшиказахского и Чиликского районов
- Изобретатель СССР.